# Cal Badal de Claret
Cal Badal de Claret és una obra de Santpedor (Bages) inclosa a l'Inventari del Patrimoni Arquitectònic de Catalunya.

## Descripció
Masia d'estructura clàssica que correspon a un model de la família I descrita per Josep Danés, és a dir, una planta rectangular amb el carener paral·lel a la façana orientada a llevant, aquest model antic és alhora el més difícil d'ampliar harmoniosament per la qual cosa la masia creix afegint cossos al nucli central.

## Història
La masia sempre ha estat vinculada a l'església veïna de Santa Maria de Claret.
És una construcció del segle xvii.